# Lorraine Burroughs
Lorraine Burroughs (Birmingham, 1981) è un'attrice britannica.

## Biografia
Laureata alla Royal Academy of Dramatic Art, Lorraine Burroughs è attiva in campo televisivo, cinematografico e teatrale. Nel 2011 è stata candidata al prestigioso Laurence Olivier Award alla miglior attrice per il dramma The Mountaintop in scena nel West End londinese.

## Filmografia parziale

### Cinema
- Spell - Maleficio (Spell), regia di Mark Tonderai (2020)

### Televisione
- Doctors – serial TV, 2 puntate (2003)
- Hex – serie TV, 1 episodio (2004)
- Wide Sargasso Sea – film TV (2006)
- Casualty – serie TV, 2 episodi (2004-2007)
- Doctor Who – serie TV, episodio 4x02 (2008)
- New Tricks - Nuove tracce per vecchie volpi (New Tricks) – serie TV, 1 episodio (2010)
- Lip Service – serie TV, 4 episodi (2010-2012)
- DCI Banks – serie TV, 14 episodi (2010-2012)
- Law & Order: UK – serie TV, episodio 5x06 (2011)
- Top Boy – serie TV, 4 episodi (2013)
- Testimoni silenziosi (Silent Witness) – serie TV, 2 episodi (2015)
- The Five - serie TV, 5 episodi (2016)
- Last Tango in Halifax – serie TV, episodi 4x01-4x02 (2016)
- Fortitude – serie TV, episodi 2x09-2x10 (2017)
- Hard Sun – serie TV, 5 episodi (2018)
- L'ispettore Barnaby (Midsomer Murders) – serie TV, episodio 20x06 (2018)
- Butterfly - miniserie TV, 3 puntate (2018)
- Carnival Row – serie TV, episodio 1x01 (2019)
- Delitti in Paradiso (Death in Paradise) – serie TV, episodio 9x04 (2020)
- Strike Back – serie TV, episodi 8x08-8x09 (2020)

## Doppiatrici italiane
- Valentina Mari in Butterfly
- Benedetta Degli Innocenti in DCI Banks